# Gmina Pojezerje
Gmina Pojezerje (chorw. Općina Pojezerje) – gmina w Chorwacji, w żupanii dubrownicko-neretwiańskiej. W 2011 roku liczyła 991 mieszkańców.

## Miejscowości
Gmina składa się z następujących miejscowości:
- Brečići
- Dubrave
- Kobiljača
- Mali Prolog
- Otrić-Seoci
- Pozla Gora